# Flaviano Oliveira
Flaviano Pinto de Oliveira (Dom Lara, 27 de fevereiro de 1960) é um ator e cineasta brasileiro. Participou de algumas novelas na televisão, mas sua atuação principal tem sido em filmes. Atuou na série internacional Nazi Hunters (2010).

## Biografia
Nascido no pequeno distrito de Dom Lara, município de Caratinga, em Minas Gerais, Flaviano Oliveira é filho do agricultor Bernardino Pinto e da dona de casa Maria Aparecida Pinto. O sobrenome Oliveira foi herdado de sua avó materna, Margarida Augusta de Oliveira.
Aos 27 anos, Flaviano Oliveira mudou para o Rio de Janeiro para trabalhar. Em 2004, iniciou sua carreira de ator.
Fez vários cursos de teatro e se apresentou em peças, participou de algumas telenovelas e atuou em uma grande quantidade de filmes.
Nos anos de 2004 e 2005, Oliveira fez Curso de Interpretação para TV/ Cinema na CN Artes.
Cursou Educação Física na Faculdade de Desenvolvimento e Integração Regional (Fadire), tendo iniciado os estudos em 2012 e trancado a matrícula em 2014, no 4º período.
Em 2017, foi morar em Simões Filho, na Bahia, onde deu início à sua carreira de cineasta.
Oliveira participou de workshops para atores na DmcTV entre 2017 e 2018.

## Vida pessoal
Em 1988, Flaviano Oliveira casou-se com a técnica em enfermagem Monique Flora, com quem teve seu único filho, André Philippe Cardoso de Oliveira, nascido em 17 de fevereiro de 1991. O casal se separou naquele mesmo ano.
Bem mais tarde, em 2010, o cineasta conviveu com a atriz Solange Alves, com quem contracenou no filme Brasil, um País de 5%, vindo a separar-se no ano de 2014.

## Carreira
No Rio de Janeiro, Flaviano Oliveira atuou em algumas peças de teatro, dentre elas, Abaixo o Sistema (2011), uma comédia política na qual representou um deputado corrupto, chamado Marco Sena.
O ator participou de algumas telenovelas da Rede Globo. Interpretou um seringueiro na minissérie Amazônia (2007). Na telenovela Cama de Gato (2010), deu vida ao fotógrafo Lopes, que fotografou os casamentos de Taís (Heloísa Perissé) e de Rosenilde (Camila Pitanga). Em Passione (2010), interpretou um narcótico anônimo. Na novela Araguaia (2010), seu personagem chamava-se Zé Boiadeiro e contracenou com a protagonista da trama, Manuela Martinez (Manu), interpretada por Milena Toscano.
Em 2010, Flaviano Oliveira integrou o elenco de um documentário internacional, a série Nazi Hunters (em português, Caça aos Nazistas), na qual interpretou um cameraman.
Apaixonado por cinema, atuou em uma grande quantidade de filmes. No primeiro deles, A Condição Humana (2004), do diretor Flávio Leandro, o ator interpretou um cobrador de ônibus.
Realizou diversos trabalhos no estado da Bahia, onde mora atualmente: Em Brasil, um País de 5% (2010), interpretou o advogado Renato Fragoso. No Calor da Furia 2 (2011) conta com a participação do ator no papel de Corujão, âncora de um telejornal sensacionalista. Ambos personagens são antagonistas. Oliveira protagonizou A Lenda do Pico Vermelho (2011), interpretando Roberto Ferreira, um turista que fica fascinado pelo mistério que envolve o Pico, um garoto e um bode. O média-metragem é um misto de aventura, suspense e comédia.
O ator recebeu, em 2012 o prêmio Itaú Cultural na categoria destaque pela atuação no filme Brasil, Um País de 5%.
Em 2016, o ator participou das gravações da série As Aventuras de Billy e a Sua Turma, na qual deu vida ao caipira Adamastor Silva.
Em 2019, Flaviano Oliveira lançou o primeiro filme com autoria e roteiro próprios, O Fio da Meada. Ele também dirigiu o longa-metragem de ação policial, ao lado de Luk Santiago. O cineasta ainda interpretou, no filme, o personagem Ivo Pertence, um delegado da polícia antissequestro.
Com cenas gravadas nas cidades baianas de Salvador e Simões Filho, a trama tem em seu elenco atores como Edmundo Félix (Zorra Total), que vive um bicheiro no filme; Neusa Borges, que interpreta a mãe de santo Margareth Cerqueira; e Alexandre Barillari, que faz o papel do engenheiro civil Álvaro Lima.
Também participaram do longa algumas personalidades baianas, como o comediante Jorge Santana, que dá uma pitada de humor ao filme com a personagem Dona Concinha; o ex-deputado e delegado de polícia de Salvador, Deraldo Damasceno; o ex-lutador Reginaldo Holyfield; Adan Nascimento, jornalista e colunista de entretenimento; o cantor, compositor e mestre de capoeira Tonho Matéria e a ex-vereadora, dançarina e funkeira transexual Léo Kret.
Em março de 2020, o artista recebeu o Prêmio Berimbau de Ouro, pelo roteiro e atuação no filme O Fio da Meada.
Em janeiro de 2024, Flaviano estrelou o longa COE - Comando de Operações Especiais, roteirizado pelo mesmo, que contou com participações especiais de Narjara Turetta e Neusa Borges.

## Filmografia

### Televisão
| Ano  | Título                              | Personagem        | Nota                       |
| ---- | ----------------------------------- | ----------------- | -------------------------- |
| 2007 | Amazônia                            | Seringueiro       | Episódio: “24 de março”    |
| 2010 | Cama de Gato                        | Lopes             | Episódio: “4 de fevereiro” |
| 2010 | Passione                            | Narcótico anônimo |                            |
| 2010 | Araguaia                            | Zé Boiadeiro      | Episódio: “Capítulo 21”    |
| 2010 | Nazi Hunters                        | Cameraman         | Episódio: “Erich Priebke”  |
| 2016 | As Aventuras de Billy e a Sua Turma | Adamastor Silva   | Seriado infanto-juvenil    |

### Cinema
| Ano  | Título                                 | Personagem         | Notas          |
| ---- | -------------------------------------- | ------------------ | -------------- |
| 2004 | A Condição Humana                      | Cobrador de ônibus | Curta-metragem |
| 2004 | Melhor que Chocolate                   | Alfredão           | Curta-metragem |
| 2005 | Profissão Esperança                    | Cézar              | Curta-metragem |
| 2007 | O Matuto e o Agiota                    | Juca               | Curta-metragem |
| 2008 | O Destino Mudou a Minha Vida           | Jorge              |                |
| 2008 | Adega Perdida                          | Chico              | Curta-metragem |
| 2009 | Vocês me Fizeram Bandido               | Afonso             |                |
| 2009 | Baraka                                 | Garçom             | Curta-metragem |
| 2009 | O Nordestino                           | Pedro Bento        |                |
| 2010 | Brasil, Um País de 5%                  | Renato Fragoso     |                |
| 2011 | A Lenda do Pico Vermelho               | Roberto Ferreira   |                |
| 2011 | No Calor da Fúria 2                    | Corujão            |                |
| 2013 | O Ninja do Gueto contra o Coronel Mané | Raimundo           |                |
| 2013 | Curupira - Pânico na Floresta          | Agente Danilo      |                |
| 2016 | Rondesp: Tropa de Elite Bahia          | Cabo Magno         |                |
| 2017 | Justiça Fulminante                     | Arthur Mendonça    |                |
| 2018 | Junior do Gueto                        | Marcos             | Clipe musical  |
| 2019 | O Fio da Meada                         | Ivo Pertence       |                |
| 2019 | Tempo                                  | Capataz Arnor      | Curta-metragem |
| 2019 | Lições de um Salvamento                | Almiro Rosa        |                |
| 2024 | COE – Comando de Operações             | Tenente Oliveira   |                |

## Prêmios
| Ano  | Prêmio           | Categoria                | Trabalho                | Resultado |
| ---- | ---------------- | ------------------------ | ----------------------- | --------- |
| 2012 | Itaú Cultural    | Destaque                 | Brasil, Um País de 5%   | Venceu    |
| 2020 | Berimbau de Ouro | Melhor Roteiro e Atuação | O Fio da Meada          | Venceu    |
| 2020 | Óscar Notáveis   | Atuação                  | O Fio da Meada          | Venceu    |
| 2022 | Berimbau de Ouro | Atuação                  | Lições de um Salvamento | Venceu    |